# 9-nor-9β-Hidroksiheksahidrokanabinol
9-nor-9β-Hidroksiheksahidrokanabinol (HHC), je sintetički kanabinoidni derivat koji se formira modifikacijom strukture tetrahidrokanabinola. Ovo jedinjenje je originalno napravljeno u kontekstu potrage za najjednostavnijim jedinjenjem koje zadovoljava zahteve vezivanja za kanabinoidni receptor, čime se proizvodi kanabisu slična aktivnost. HHC potentnost je slična sa THC. Dalja pojednostavljenja i varijacije ove strukture proizvode još potentnije molekule, kao što su CP 47,497 i CP 55,940.